# ۱۹ بهمن
۱۹ بهمن سیصد و بیست و پنجمین روز سال در گاه‌شماری خورشیدی است. به پایان سال ۴۰ روز (۴۱ روز در سال کبیسه) باقی‌است.

## رویدادها
- ۱۳۳۰ - خیزش مردم سیستان ۱۳۳۰
- ۱۳۴۹-واقعه سیاهکل
- ۱۳۷۱ - سانحه برخورد توپولوف ۱۵۴ ایران‌ایرتور با سوخو ۲۴
- ۱۴۰۲ - مسدود شدن حساب‌های کاربری سید علی خامنه‌ای در اینستاگرام و فیس‌بوک توسط متا پلتفرمز

## مناسبت‌ها

### مناسبت‌های نجومی
- اوج سالانه بارش شهابی آلفا قنطورسی

## زادروزها
- ۱۲۹۵ - احسان طبری، فیلسوف
- ۱۳۱۷ - محمدعلی دیباج، صداپیشه
- ۱۳۴۲ - افشین قطبی، آموزگار فوتبال
- ۱۳۴۷ - شیوا رز، بازیگر
- ۱۳۶۱ -  حامد همایون، خواننده و آهنگساز
- ۱۳۶۷ - حدیث میرامینی، بازیگر

## درگذشت‌ها
- ۱۳۶۰ - اشرف ربیعی، از اعضای سازمان مجاهدین خلق ایران و نخستین همسر مسعود رجوی
- ۱۳۶۰ - موسی خیابانی، از رهبران سازمان مجاهدین خلق ایران
- ۱۳۶۰ - آذر رضایی، از اعضای سازمان مجاهدین خلق ایران
- ۱۳۷۴ - سیاوش کسرایی، شاعر و فعال سیاسی
- ۱۳۸۴ - علی فلسفی، خطیب و مجتهد
- ۱۳۹۰ - ابراهیم یونسی، نویسنده
- ۱۳۹۸ - نورالله طبرسی، نماینده ولایت فقیه در استان مازندران
- ۱۴۰۰ - سید عباس موسوی، نماینده حوزه انتخابیه ایذه و باغملک و دزپارت در دوره سوم مجلس شورای اسلامی و دوره پنجم مجلس شورای اسلامی
- ۱۴۰۰ - آزیتا راجی، نخستین زن سفیر آمریکا در سوئد